# 9198 Sasagamine
9198 Sasagamine este un asteroid din centura principală de asteroizi.

## Descriere
9198 Sasagamine este un asteroid din centura principală de asteroizi. A fost descoperit pe 25 ianuarie 1993 la Geisei de Tsutomu Seki. El prezintă o orbită caracterizată de o semiaxă mare de 2,26 ua, o excentricitate de 0,09 și o înclinație de 1,2° în raport cu ecliptica.